# Cucullia prolai
Cucullia prolai är en fjärilsart som beskrevs av Emilio Berio 1956. Cucullia prolai ingår i släktet Cucullia och familjen nattflyn. Inga underarter finns listade i Catalogue of Life.